# Carving Out the Eyes of God
Carving Out the Eyes of God ist das vierte Studioalbum der US-amerikanischen Metal-Band Goatwhore. Es erschien 2009 über Metal Blade Records.

## Entstehung
Am 21. November 2008 spielte die Band bei ihrem Auftritt im Ridglea Theatre in Fort Worth, Texas erstmals das Stück Carving Out the Eyes of God. Am 26. November 2008 kündigte sie die Aufnahmen ihres folgenden Albums für den Februar und März 2009 an. Die Aufnahmen fanden in Saint Petersburg, Florida in den Manna Studios mit Produzent Erik Rutan statt; gemastert wurde das Album von Alan Douches. Am 22. April 2009 wurde Carving Out the Eyes of God als Titel des Albums und der 23. Juni 2009 als Veröffentlichungsdatum angekündigt. Das das Album einleitende Stück Apocalyptic Havoc wurde am 13. Mai 2009 in der Sendung Liquid Metal bei SiriusXM Radio erstmals gespielt und am 20. Mai 2009 von der Band hochgeladen. Ab dem 27. Mai 2009 waren Vorbestellungen des Albums möglich, für die die Band 666 CD-Hüllen signierte und nummerierte.

## Titelliste
1. Apocalyptic Havoc – 3:16 (Text: Falgoust; Musik: Duet, Simmons)
2. The All-Destroying – 3:14 (Text: Falgoust; Musik: Duet, Simmons)
3. Carving Out the Eyes of God – 4:20 (Text: Falgoust; Musik: Duet, Simmons)
4. Shadow of a Rising Knife – 4:39 (Text: Falgoust; Musik: Duet, Simmons)
5. Provoking the Ritual of Death – 3:43 (Text: Falgoust; Musik: Duet, Simmons)
6. In Legions, I Am Wars of Wrath – 4:34 (Text: Duet; Musik: Duet, Simmons)
7. Reckoning of the Soul Made Godless – 3:51 (Text: Duet; Musik: Duet, Simmons)
8. This Passing into the Power of Demons – 4:27 (Text: Falgoust; Musik: Duet, Simmons)
9. Razor Flesh Devoured – 4:18 (Text: Falgoust; Musik: Duet, Simmons)
10. To Mourn and Forever Wander Through Forgotten Doorways – 4:19 (Text: Falgoust; Musik: Duet, Simmons)

## Musikstil und Texte
Der Stil der Band auf Carving Out the Eyes of God erinnert stark an Celtic Frost, aber auch an Motörhead, Venom, Hellhammer und Morbid Angel; Bands wie Venom und Celtic Frost werden auch von der Band selbst als Einflüsse angegeben. Der Gesang bewegt sich zwischen dem black-metal-typischen, kratzigen, und dem death-metal-typischen Growling.
Der Titel basiert auf der Idee, dass Gott die Welt in sechs Tagen erschaffen und am siebten Tag geruht habe; Ben Falgoust las eine Kurzgeschichte von Clive Barker, in der Gott am siebten Tage nicht ruhte, sondern getrübt und müde alles Böse und Abscheuliche erschuf. Damit wäre alles Böse ebenso gerecht wie alles Gute und stünde in Balance. Dies zeige auch, dass, wenn es einen Gott geben sollte, er fehlerhaft sei.

## Kritiken
Justin M. Norton von About.com empfahl Carving Out the Eyes of God Hörern mit einer Vorliebe für dreckigen und direkten Metal und lobte Ben Falgoust für „eine der feinsten Gesangsperformancen in einer schon beeindrucken Extrem-Metal-Karriere“. Sein Kollege Chad Bowar zählte es zu den besten Alben des Jahres. Für Jackie Smit von Chronicles of Chaos übertrifft das Album seinen Vorgänger A Haunting Curse. Tom Gibbons von Thrash Hits bezeichnete Carving Out the Eyes of God als Metal-Äquivalent von Hurrikan Katrina, der Goatwhores Heimatort New Orleans zerstörte. Scott Alisoglu von Blabbermouth.net schrieb, dies werde „mit Leichtigkeit eines der reinsten Metal-Alben von 2009 werden“, von der Band verkürzt als „eines der reinsten Metal-Alben von 2009“ zitiert. Goz von GASPetc.com fand die vorigen Veröffentlichungen der Band nicht sonderlich beeindruckend, wohingegen sie live hervorragend sei. Carving Out the Eyes of God sei jedoch vielseitig genug, um nicht mittendrin monoton und langweilig zu werden. Leonard Pierce von The A.V. Club zählt Carving Out the Eyes of God zu den 30 besten Alben des Jahrzehnts; Ben Falgousts Gesang und Texte seien stark übertrieben und Sammy Duets Gitarren klängen „wilder als je zuvor. Sowohl eine Kulmination als auch eine Progression, erinnert Goatwhore Hörer, warum Metal einen schreckenerregenden Ruf hat.“